# Felix Goeser
Felix Goeser (* 1974 in Köln) ist ein deutscher Schauspieler.

## Leben
Seine Schauspielausbildung absolvierte er von 1996 bis 2000 an der Hochschule für Film und Fernsehen „Konrad Wolf“ in Potsdam-Babelsberg. Nach seinem Abschluss gastierte er 2000 am Deutschen Theater Berlin in Alfred Döblins Verratenes Volk (Regie: Einar Schleef). Hiernach führte ihn sein Weg an das TAT Frankfurt, wo er mit Regisseuren wie Frank-Patrick Steckel, Tom Kühnel und Nicolas Stemann arbeitete. Zwischen 2002 und 2005 war er in Arbeiten von Jürgen Gosch und Stefan Pucher im Deutschen Schauspielhaus Hamburg Hamburg zu sehen. Es folgten zwei Jahre am Staatstheater Stuttgart, wo er auf dem Berliner Theatertreffen für die Rolle des Platonow in der gleichnamigen Inszenierung von Karin Henkel mit dem Alfred-Kerr-Darstellerpreis ausgezeichnet. Daraufhin wurde er in der Kritikerumfrage der Zeitschrift theater heute zum „Schauspieler des Jahres“ gewählt.
Nach Gastengagements am Schauspiel Köln und Burgtheater Wien engagierte ihn Intendant Ulrich Khuon zur Spielzeit 2009/10 an das Deutsche Theater Berlin, welches seine bisher längste Ensembleverpflichtung sein würde. Dort spielte er 2009 in Michael Thalheimers Inszenierung Die Nibelungen von Friedrich Hebbel 2016 in Sebastian Hartmanns Inszenierung Berlin Alexanderplatz nach Alfred Döblin mit.
Felix Goeser wohnt mit seiner Lebensgefährtin und ihrer gemeinsamen Tochter in Berlin.

## Theater (Auswahl)

### TAT Frankfurt
- 2000: Verratenes Volk nach Alfred Döblin, Regie: Einar Schleef, Rolle: Soldat, Arbeiter, Spartakist, Deutsches Theater Berlin
- 2000: Die Möwe von Anton Tschechow, Regie: Frank-Patrick Steckel, Rolle: Kostja, TAT Frankfurt
- 2001: "Der Ring des Nibelungen nach Richard Wagner, Regie: Tom Kühnel, Rolle: Hagen, TAT Frankfurt
- 2001: Ich und Politik, Konzept und Regie: Nicolas Stemann Rolle: Fischer / Mahler / März

### Deutsches Schauspielhaus Hamburg
- 2002: Der zerbrochene Krug von Heinrich Kleist, Regie: Jürgen Gosch, Rolle: Der Bediente
- 2004: Autostück, Konzept und Regie: Stefan Pucher, Rolle: Er
- 2004: Publikumsbeschimpfung von Peter Handke, Regie: Stefan Pucher, Rolle: 1 von 4
- 2005: Fleisch ist mein Gemüse von Heinz Strunk, Regie: Studio Braun, Rolle: Gurki und Nilz[7]

### Staatstheater Stuttgart
- 2005: Platonow Anton Tschechow, Regie: Karin Henkel, Rolle: Platonow[2]
- 2006: Woyzeck von Georg Büchner, Regie: Thomas Dannemann, Rolle: Woyzeck[8]
- 2006: Gefährliche Liebschaften von Pierre-Ambroise-François Choderlos de Laclos, Regie: Stephan Rottkamp, Rolle: Valmont
- 2007: Liliom von Ferenc Molnár, Regie: Katrin Henkel, Rolle: Liliom
- 2007: Im Dickicht der Städte von Bertolt Brecht Regie: Hasko Weber, Rolle: Shlink[9]

### Gastengagements 2008/09
- 2008: Der Menschenfeind von Molière, Regie: Karin Henkel, Rolle: Alceste, Schauspiel Köln[10]
- 2008: Iphigenie von Euripides, Regie: Karin Henkel, Rolle: Agamemnon/Orest, Schauspiel Köln[11]
- 2008: Doktor Faustus – My Love is a Fever nach Thomas Mann, Regie: Friederike Heller, Rolle: Leverkühn, Burgtheater Wien[12]

### Deutsches Theater Berlin
- 2000: Verratenes Volk nach Alfred Döblin, Regie: Einar Schleef, Rolle: Soldat, Arbeiter, Spartakist
- 2009: ÖL von Lukas Bärfuss, Regie: Stephan Kimmig, Rolle: Herbert[13][14]
- 2009: Die heilige Johanna der Schlachthöfe von Bertolt Brecht, Regie: Nicolas Stemann, Rolle: Mauler[15]
- 2010: Die Nibelungen von Friedrich Hebbel, Regie: Michael Thalheimer, Rolle: Volker[16]
- 2010: Die Sorgen und die Macht nach Peter Hacks, Regie: Tom Kühnel und Jürgen Kuttner Rolle: Max Fidorra[17]
- 2011: Kleinbürger von Maxim Gorki, Regie: Jette Steckel, Rolle: Nil[18]
- 2011: Tape von Stephen Belber, Regie: Stefan Pucher, Rolle: Vince[19]
- 2012: Der Kirschgarten Anton Tschechow, Regie: Stephan Kimmig, Rolle: Lopachin[20][21][22]
- 2012: Demokratie von Michael Frayn, Regie: Tom Kühnel und Jürgen Kuttner, Rolle: Willy Brandt[23]
- 2013: Hedda Gabler von Henrik Ibsen, Regie: Stefan Pucher, Rolle: Jörg Tesmann[24]
- 2013: Hieron/Demetrius von Friedrich Schiller und Mario Salazar, Regie: Stephan Kimmig, Rolle: Hieron/Demetrius[25][26]
- 2014: Tabula Rasa von Carl Sternheim, Regie: Tom Kühnel und Jürgen Kuttner, Rolle: Wilhelm Ständer[27]
- 2014: Das weite Land von Arthur Schnitzler, Regie: Jette Steckel, Rolle: Friedrich Hofreiter[28]
- 2015: Wintersonnenwende von Roland Schimmelpfennig, Regie: Jan Bosse, Rolle: Albert[29][30][31]
- 2016: Die Affaire Rue de Lourcine von Eugène Labiche, Regie: Karin Henkel, Rolle: Mistingue[32]
- 2016: Alexanderplatz Alfred Döblin, Regie: Sebastian Hartmann, Rolle: Biberkopf[33][6]
- 2016: Marat/Sade von Peter Weiss, Regie: Stefan Pucher, Rolle: Marquis de Sade[34]
- 2017: It can´t happen here nach Sinclair Lewis, Regie: Christopher Rüping, Rolle: Buzz Windrip[35]
- 2017: Der Hauptmann von Köpenick von Carl Zuckmayer, Regie: Jan Bosse, Rolle: Hoprecht, Obermüller[36]
- 2018: ROM nach William Shakespeare, Regie: Karin Henkel, Rolle: Brutus[37]
- 2022: Der Einzige und sein Eigentum von Sebastian Hartmann und PC Nackt nach Max Stirner, Regie: Sebastian Hertmann[38]

## Filmografie (Auswahl)
- 2004: Die Nachrichten, Regie: Matti Geschonnek,
- 2005: Der Heckenschütze, Regie: Manfred Stelzer
- 2006: Zwei Engel für Amor (Fernsehserie, 1 Folge), Regie: Arne Feldhusen
- 2008: SOKO Köln (Fernsehserie, 1 Folge)
- 2010: Cindy liebt mich nicht, Regie: Hannah Schweier
- 2010: Mord mit Aussicht – Blutende Herzen, Regie: Torsten Wacker
- 2010: SOKO Leipzig (Fernsehserie, 1 Folge)
- 2010: SOKO Stuttgart (Fernsehserie, 1 Folge)
- 2012: Russendisko, Regie: Oliver Ziegenbalg
- 2013: Fraktus, Regie: Lars Jessen
- 2013: Wir waren Könige, Regie: Philipp Leinemann
- 2015: Tatort – Hydra, Regie: Nicole Weegmann
- 2016, 2018: Notruf Hafenkante (Fernsehserie, 2 Folgen)
- 2016: Die vermisste Frau, Regie: Horst Sczerba
- 2016: Eine sachliche Romanze, Regie: Laura Lackmann
- 2017: Magical Mystery oder: Die Rückkehr des Karl Schmidt, Regie: Arne Feldhusen
- 2019: Danowski – Blutapfel, Regie: Markus Imboden
- 2020: Wolfsland: Das Kind vom Finstertor (Fernsehreihe)
- 2021: Tatort: Borowski und die Angst der weißen Männer
- 2023: Mit Herz und Holly: Muttergefühle (Fernsehserie)
- 2024: Mit Herz und Holly: Lichtblicke
- 2019–2025: How to Sell Drugs Online (Fast)

## Hörspiel (Auswahl)
- 2007: SWR „Der Tag als Mutter auf den Leuchtturm stieg“, G.Granouillet, Regie: H. Krewer, Rolle: Perpignan
- 2009: WDR „In freiem Fall“, G. Carofiglio, Regie: U. Schareck, Rolle: Guido Guerrieri
- 2009: WDR „Die Pest“, A. Camus, Regie: F.E. Hübner, Rolle: Raymond Rambert
- 2010: RBB Radio Tatort „Casa Solar“, Regie: S. Stricker, Rolle: Bachmann
- 2010: D.A.V. Hörbuch „Und die Nilpferde kochten in ihren Becken“, J.Kerouac/W.S. Burroughs, Rolle: Will Dennison (W.S. Burroughs)
- 2010: WDR „Verdammnis“, S. Larsson, Regie: Walter Adler, Rolle: Paolo Roberto
- 2010: Deutschlandradio Kultur „Ich soll den eingebildeten Kranken spielen“, T. Dorst, Regie: H. Krewer, Rolle: Der verkommene Bruder
- 2010: SWR „LiMo on tape – Moderne zum Mitnehmen“, Konzept und Regie: FM Einheit / Andreas Ammer
- 2012: WDR „Schwesternmilch“, Buch und Regie: Jens Rachut, Rolle: Imker
- 2012: NDR „Die Wahrheit“, F. Zeller, Regie: S. Stricker, Rolle: Paul
- 2012: WDR „Herzinfarkt“, Buch und Regie: Jens Rachut, Rolle: Percy Rippenbreaker
- 2013: NDR „Souvenirs“, D. Foenkinos, Regie: M. Heindel, Roole: Erzähler/Ich
- 2014: Deutschlandradio Kultur „Am Rande des Catskills“, Regie: Irene Schuck
- 2014: Deutschlandradio Kultur „Der Himmel ist blau, die Erde ist weiß“, H. Kawakami, Regie: H. Tauch, Rolle: Wirt Satoru
- 2014: WDR „Doberschütz und das Gleichgewicht des Schreckens“, T. Peuckert, Regie: T. Leutzbach, Rolle: F. Doberschütz
- 2015: MDR „Die Überfahrt“ A. Munro, Regie: I. Schuck
- 2015: Deutschlandradio Kultur „Metamorphosen“, F. Goldberg, Regie: H. Tauch, Rolle: Bass
- 2016: WDR „Hexensucht“, Buch und Regie: J. Rachut
- 2016: NDR „Der Tod von Sweet Mister“, D. Woodrell, Regie: R. Neumann, Rolle: Sweet Mister
- 2016: SWR „Discoteca Paradiso“, R. Schimmelpfennig, Regie: Klaus Buhlert, Rolle: Erzähler
- 2016: WDR „Doberschütz und der Krieg der Generäle“, T. Peuckert, Regie: T. Leutzbach, Rolle: Doberschütz
- 2016: WDR „Doberschütz und der amerikanische Freund“, T. Peuckert, Regie: T. Leutzbach, Rolle: Doberschütz
- 2017: SWR „Coldhaven“, J. Burnside, Regie: Klaus Buhlert, Rolle: Erzähler, HÖRSPIEL DES JAHRES 2017 AKADEMIE DER KÜNSTE
- 2017: Deutschlandradio Kultur „Ins Gras beißen die anderen“, Regie: I. Schuck
- 2017: WDR „Doberschütz und das kleinste Verbrechen der Welt“, T. Peuckert, Regie: T. Leutzbach, Rolle: Doberschütz
- 2017: Der Audio Verlag „Heimkehren“ von Yaa Gyasi, Regie: S. Stricker
- 2017: Bayerischer Rundfunk „Das Ende der Paraden“, Ford Madox Ford, Regie: K. Buhlert, Rolle: Christopher Tietjens
- 2017: SWR „Twittering Machine“, K. Buhlert

## Synchron/Feature
- 2006: James Bond made in GDR? – Sozialistische Fernsehhelden an der unsichtbaren Front des Friedens – Autor: Thomas Gaevert – SWR2 Dschungel, 33 Min.
- 2013: Big Eyes, Regie: Tim Burton, Rolle: Ruben (Jason Schwartzman)
- 2013: Les Misérables, Regie: T. Hooper, Rolle: Thénardier (Sacha Baron Cohen)
- 2013: Der Butler, Regie: J. Williams, Rolle: Rev. James Lawson (Lee Daniels)
- 2013: Lauf Junge lauf, Regie: Pepe Danquart, Rolle: Schmied
- 2013: Peaky Blinders – Gangs of Birmingham (Staffel 1), Rolle: Danny Whizz-Bang (Samuel Edward-Cook)
- 2013: Jeff Koons Feature, Regie: Grit Lederer, Arte/ZDF, Stimme von J. Koons
- 2013: Deutsche Welle, Deutsch-jüdisches Kulturerbe, Fernsehfeature, Erzählstimme

## Autorenlesung
- „Imperial Bedrooms“, Lesung aus dem Roman mit dem Autor Bret Easton Ellis, KiWi 2010

- „Eine Frau flieht vor einer Nachricht“, Lesung aus dem Roman mit dem Autor David Grossmann, Friedenspreis Berlin 2012

- „Ein Tag zu lang“, Lesung aus dem Roman mit Autorin Marie N´Daye, Suhrkamp Berlin 2013

- „Die niedrigen Himmel“, Lesung aus dem Roman mit Autor Anthony Marra, Suhrkamp Berlin 2014

- „Hunger“, Lesung aus dem Roman mit dem Autor Martin Caparrós, Suhrkamp Berlin 2015